# 大力水手学英语
《大力水手学英语》是街机游戏《大力水手》的衍生作品，由任天堂于1983年在日本红白机发行。游戏和一个月后发行的《小金刚算数》类似，都属于教育电子游戏。游戏中大力水手会教玩家拼写英语单词。